# Saison 2008-2009 de l'Élan sportif chalonnais
Saison 2008-2009 de l'Élan chalon en Pro A, avec une septième place pour sa treizième saison dans l'élite.

## Effectifs
| Numéro | Nom               | Taille | Nationalité | Poste |
| 4      | DeWayne Jefferson | 1,90 m |             | 1/2   |
| 5      | Philippe Braud    | 1,93 m |             | 2     |
| 6      | Johnatan Hoyaux   | 1,92 m |             | 2     |
| 7      | Thierry Rupert    | 2,02 m |             | 4/5   |
| 8      | Zack Wright       | 1,88 m |             | 1     |
| 9      | Pape Beye         | 2,04 m |             | 4     |
| 10     | Stéphane Risacher | 2,03 m |             | 3     |
| 11     | Brian Boddicker   | 2,05 m |             | 4     |
| 12     | Moussa Badiane    | 2,10 m |             | 5     |
| 13     | Jérôme Schmitt    | 2,06 m |             | 5     |
| 14     | Majid Naji        | 2,07 m |             | 4/5   |
| 15     | Darnell Harris    | 1,82 m |             | 1/2   |
| 16     | Nicolas Lang      | 1,96 m |             | 1/2   |
| ..     | Sherman Gay       | 2,01 m |             | 4     |

- Eric Sandrin 2,04 m  : pigiste médical

## Matchs

### Matchs amicaux
Avant saison
- Chalon-sur-Saône / Lyon-Villeurbanne : 79-70 (Tournoi de Bourg-en-Bresse)
- Chalon-sur-Saône / Le Mans : 95-71 (Tournoi de Bourg-en-Bresse)
- Chalon-sur-Saône / Vichy : 73-66 (Tournoi d'Alfortville)
- Chalon-sur-Saône / Dijon : 100-67

### Championnat

#### Matchs aller
- Chalon-sur-Saône / Vichy : 83–77
- Le Mans  / Chalon-sur-Saône : 82–58
- Chalon-sur-Saône / Dijon : 96–70
- Cholet / Chalon-sur-Saône : 76–68
- Chalon-sur-Saône / Orléans : 65–59
- Lyon-Villeurbanne / Chalon-sur-Saône : 77–68
- Chalon-sur-Saône / Besançon : 81–63
- Pau-Lacq-Orthez / Chalon-sur-Saône : 57–88
- Chalon-sur-Saône / Le Havre : 77–94
- Hyères-Toulon / Chalon-sur-Saône : 90–87
- Chalon-sur-Saône / Roanne : 83–77
- Gravelines Dunkerque / Chalon-sur-Saône : 88–66
- Chalon-sur-Saône / Rouen : 101–66
- Nancy / Chalon-sur-Saône : 92–72
- Chalon-sur-Saône / Strasbourg : 71–72

#### Matchs retour
- Chalon-sur-Saône / Le Mans : 78–67
- Dijon / Chalon-sur-Saône : 73–81
- Chalon-sur-Saône / Cholet : 83–79
- Orléans / Chalon-sur-Saône : 53–73
- Chalon-sur-Saône / Lyon-Villeurbanne : 68–61
- Besançon / Chalon-sur-Saône : 95–83
- Chalon-sur-Saône / Pau-Lacq-Orthez : 79–70
- Le Havre / Chalon-sur-Saône : 61–68
- Chalon-sur-Saône / Hyeres-Toulon : 75–92
- Roanne / Chalon-sur-Saône : 88–68
- Chalon-sur-Saône / Gravelines-Dunkerque : 66–75
- Rouen / Chalon-sur-Saône : 69–73
- Chalon-sur-Saône / Nancy : 75–84
- Strasbourg / Chalon-sur-Saône : 81–83
- Vichy / Chalon-sur-Saône : 69–62

Extrait du classement de Pro A 2008-2009